# آبل لوسیاتی
آبل لوسیاتی (انگلیسی: Abel Luciatti؛ زادهٔ ۱۸ فوریهٔ ۱۹۹۳) بازیکن فوتبال اهل آرژانتین است.
از باشگاه‌هایی که در آن بازی کرده‌است می‌توان به باشگاه ورزشی سن لورنسو آلماگرو اشاره کرد.